# Hans-Dieter Sues
Hans-Dieter Sues (né le 13 janvier 1956) est un paléontologue américain d'origine allemande qui est Scientifique principal et conservateur de la paléontologie des vertébrés au Musée national d'histoire naturelle de la Smithsonian Institution à Washington DC.

## Biographie
Il fait ses études à la Johannes Gutenberg-Universität Mainz (Université de Mayence), à l'Université de l'Alberta et à l'Université de Harvard (doctorat, 1984). Avant d'occuper son poste actuel, Sues travaille au Musée royal de l'Ontario, à l'Université de Toronto ainsi qu'au Musée Carnegie d'histoire naturelle à Pittsburgh.
Il s'intéresse à la diversité, à la paléoécologie et à l'histoire évolutive des tétrapodes paléozoïques et mésozoïques, en particulier les reptiles archosauriens et les thérapsides cynodontes, ainsi qu'à l'histoire de la biologie et de la paléontologie. Sues a découvert de nombreux nouveaux dinosaures et autres vertébrés terrestres éteints dans les strates continentales paléozoïques et mésozoïques en Amérique du Nord et en Europe.
Il est auteur ou co-auteur de plus de 150 articles et chapitres de livres sur la paléontologie et la paléoécologie des vertébrés. Sues a écrit The Rise of Reptiles (Johns Hopkins University Press, 2019) et Triassic Life on Land: The Great Transition (avec NC Fraser; Columbia University Press, 2010). Il a édité Evolution of Herbivory in Terrestrial Vertebrates (Cambridge Univ. Press, 2000) et co-édité Terrestrial Ecosystems through Time (avec AK Behrensmeyer et al.; Univ. of Chicago Press, 1992), In the Shadow of the Dinosaurs: Early Mesozoic Tetrapods (avec NC Fraser; Cambridge Univ. Press, 1994), Major Transitions in Vertebrate Evolution (avec JS Anderson; Indiana Univ. Press, 2007) et Terrestrial Conservation Lagerstätten : Windows into the Evolution of Life on Land (avec NC Fraser ; Dunedin Academic Press, 2017). Il est également actif dans la promotion de la valeur des collections d'histoire naturelle pour répondre aux questions majeures de la science actuelle.

### Hommages
Sues est élu membre de la Société royale du Canada en 2003 et membre de l'Association américaine pour l'avancement des sciences en 1998,. Le pachycéphalosaure Hanssuesia porte son nom.

## Œuvres notables
- (en) Hans-Dieter Sues et Nicholas C. Fraser, Triassic life on land: the great transition, New York, Columbia University Press, 2010 (ISBN 978-0231135221)
- (en) Hans-Dieter Sues, The rise of reptiles: 320 million years of evolution, Baltimore, The Johns Hopkins University Press, 2019 (ISBN 978-1421428673)